# Laya (Lugo)
Laya (llamada oficialmente San Xoán de Laia) es una parroquia y una aldea española del municipio de Palas de Rey, en la provincia de Lugo, Galicia.

## Otras denominaciones
La parroquia también es conocida por el nombre de San Xoán de Laya.

## Organización territorial
La parroquia está formada por dos entidades de población, constando una de ellas en el nomenclátor del Instituto Nacional de Estadística español:
- Laya (Laia)
- Seoane

## Demografía
Gráfica demográfica de la aldea y parroquia de Laya según el INE español:
| Gráfica de evolución demográfica de Laya entre 2000 y 2020 |
|                                                            |
| Datos según el nomenclátor publicado por el INE.           |